# 徐作霖
徐作霖（？—1642年），字霖蒼，河南歸德府商丘縣（今商丘市）人。明末解元。
崇禎三年（1630年）庚午科河南鄉試解元。崇禎十五年（1642年），李自成攻陷陳州，乘勝進犯歸德。城破，作霖身死。《明史·忠義》載其事跡。
工詩，有《止園詩集》五卷。